# ناتالی مورین
ناتالی مورین (به انگلیسی: Nathalie Morin) یک شهروند کانادایی متولد ۱۹۸۴ میلادی در کبک است ، که از سال ۲۰۰۵ میلادی به همراه همسر خود سعید الشهرانی در عربستان سعودی زندگی می‌کند. وی اظهار داشت که «هیچ دوستی در عربستان سعودی ندارد» و به دلیل ریشه‌های خارجی خود از او اجتناب می‌کند. وی از سرپرستی فرزندانشان توسط شوهرش خودداری می‌کند.
او در کبک مشهوراست، روزنامه نگاران به‌طور مرتب به دنبال اخبار وی می‌باشند. علی‌رغم آغاز یک کار ضد خشونت خانگی در عربستان سعودی در سال ۲۰۱۳میلادی، قوانین ظالمانه مردانه و مردمی به مورین اجازه داد که شهرت خود را کنار بگذارد.
دو فعال برجسته سعودی و فوزیه العیونی در حمایت از مورین دست به اعتراض زدند اما دستگیر شدند. آرزوی مورین برای شهادت دادن در برابر فعالان خود نیز توسط مقامات سعودی تأیید نشد. طبق گزارش‌های مادر مورین، سه فرزند از چهار کودک در عربستان سعودی به دنیا آمدند. وی همچنین گفت که مورین در آپارتمان خود زندانی شده و در دسترس نمی‌باشد و توسط همسرش دچار آزار و اذیت می‌شود.